# Удачне (Кам'янський район)
Уда́чне — село в Україні, у Затишнянській сільській громаді Кам'янського району Дніпропетровської області. 
Населення — 53 мешканця.

## Географія
Село Удачне знаходиться на лівому березі річки Базавлук, вище за течією на відстані 1,5 км розташоване село Малософіївка, нижче за течією на відстані 1,5 км розташоване село Гуляйполе. Поруч проходить автомобільна дорога Т 0432.

## Історія
За даними на 1859 рік у власницькому сільці Верхньодніпровського повіту Катеринославської губернії налічувалось 30 дворових господарств, в яких мешкало 105 осіб (57 чоловічої статі та 48 — жіночої).
Станом на 1908 рік населення зросло до 283 осіб (136 осіб чоловічої статі та 147 — жіночої), 46 дворових господарств.
За даними на 1910 рік у маєтку С. О. Лаппо-Данилевського на 2000 десятин землі працювали кінний завод і лісопаркове господарство.

## Населення

### Мова
Розподіл населення за рідною мовою за даними перепису 2001 року:
| Мова       | Кількість | Відсоток |
| ---------- | --------- | -------- |
| українська | 50        | 94.34%   |
| російська  | 3         | 5.66%    |
| Усього     | 53        | 100%     |